# DTV Nieuws
Dtv Nieuws is een samenwerkingsverband van 3 lokale publieke omroepen in Noord-Brabant en verschaft nieuws in de regio's Oss, Bernheze, 's-Hertogenbosch en Maashorst met in elke regio een eigen redactie. Er is een eigen radiokanaal, genaamd MFM. Elke regio heeft haar eigen tv-kanaal: Oss-Bernheze, 's-Hertogenbosch en Maashorst.
Dtv Den Bosch is de opvolger van Boschtion Media dat in 2015 wegens bestuurlijke redenen opgeheven is. Dtv Den Bosch zendt sinds 1 oktober 2017 in (de omgeving van) Den Bosch uit.
In 2021 kreeg Dtv 100.000 euro subsidie van de gemeente Uden.

## Tv-kanalen
De omroep zendt uit op de volgende kanalen:
| Tv-kanaal            | Ziggo     | KPN         | Telfort     | XS4ALL      |
| -------------------- | --------- | ----------- | ----------- | ----------- |
| Dtv Oss-Bernheze     | Kanaal 41 | Kanaal 1339 |             |             |
| Dtv 's-Hertogenbosch | Kanaal 40 | Kanaal 1301 | Kanaal 1301 | Kanaal 1301 |
| Dtv Maashorst        | Kanaal 41 | Kanaal 1339 |             |             |

## Radiofrequenties
De omroep gebruikt de volgende radiofrequenties:
- 105.2 FM (Oss en omgeving)
- 107.9 FM (Lith-Den Bosch)
- 107.6 FM (Ravenstein-Nijmegen)
- 105.6 FM (Bernheze-Veghel)
- 106.0 FM (Uden en omgeving)